# Tour del Lago Taihu 2018
La 9.ª edición del Tour del Lago Taihu se celebró entre el 7 y el 14 de octubre de 2018 con inicio en la ciudad de Wuxi y final en la ciudad de Huzhou en República Popular China. El recorrido constó de un prólogo y 7 etapas sobre una distancia total de 801,7 km.
La carrera hizo parte del circuito UCI Asia Tour 2018 dentro de la categoría 2.1 y fue ganada por el belga Boris Vallée del Wanty-Groupe Gobert. El australiano Benjamin Dyball del St George Continental y el canadiense Alexander Cataford del UnitedHealthcare completaron el podio como segundo y tercer clasificado respectivamente.

## Equipos participantes
Tomaron la partida un total de 21 equipos, de los cuales 9 son de categoría Profesional Continental, 10 Continental y 2 Selecciones nacionales, quienes conformaron un pelotón de 122 ciclistas de los cuales terminaron 99. Los equipos participantes son:
| Equipos continentales profesionales (9)- Burgos-BH - Delko-Marseille Provence-KTM - Israel Cycling Academy - Manzana Postobón - Nippo-Vini Fantini-Europa Ovini - Team Novo Nordisk - UnitedHealthcare - Wanty-Groupe Gobert - Wilier Triestina-Selle Italia Equipos continentales (10)- Beijing XDS-Innova Cycling Team - Giant - Hainan Jilun - Hengxiang Cycling Team - Jelly Belly p/b Maxxis - Ljubljana Gusto Xaurum - Ningxia Sports Lottery-Livall - Qinghai Tianyoude - RTS-Monton Racing - St George Continental Cycling Team Equipos nacionales (2)- Eritrea - Hong Kong |
| |

## Recorrido
| Etapa     | Fecha     | Recorrido           | type                    | Distancia (km) | Ganador               | Líder         |
| --------- | --------- | ------------------- | ----------------------- | -------------- | --------------------- | ------------- |
| Prólogo   | 7 de oct  | Wuxi – Wuxi         | contrarreloj individual | 5,5            | Dylan Kennett         | Dylan Kennett |
| 1.ª etapa | 8 de oct  | Wuxi – Wuxi         | etapa llana             | 86             | Juan Sebastián Molano | Dylan Kennett |
| 2.ª etapa | 9 de oct  | Jurong – Maoshan    | etapa llana             | 130,6          | Juan Sebastián Molano | Boris Vallée  |
| 3.ª etapa | 10 de oct | Jinhu – Jinhu       | etapa llana             | 86             | Jakub Mareczko        | Boris Vallée  |
| 4.ª etapa | 11 de oct | Jiangyan – Jiangyan | etapa llana             | 105,6          | Dylan Kennett         | Boris Vallée  |
| 5.ª etapa | 12 de oct | Nantong – Haimen    | etapa llana             | 148            | Jakub Mareczko        | Boris Vallée  |
| 6.ª etapa | 13 de oct | Wujiang – Wujiang   | etapa llana             | 118            | Jordan Parra          | Boris Vallée  |
| 7.ª etapa | 14 de oct | Changxing – Huzhou  | etapa llana             | 122            | Jakub Mareczko        | Boris Vallée  |

## Desarrollo de la carrera

### Prólogo
| Wuxi - Wuxi | contrarreloj individual | (5,5 km) |

| \| Clasificación de la etapa \| Clasificación de la etapa \| Clasificación de la etapa \| Clasificación de la etapa \| Clasificación de la etapa \| \| Ciclista \| Ciclista \| Equipo \| Tiempo \| \| \| ------------------------- \| ------------------------- \| ---------------------------------- \| ------------------------- \| ------------------------- \| \| 1.º \| Dylan Kennett \| St George Continental Cycling Team \| 6 min 09 s \| \| \| 2.º \| Benjamin Dyball \| St George Continental Cycling Team \| + 3 s \| \| \| 3.º \| Serghei Țvetcov \| UnitedHealthcare \| + 7 s \| \| \| 4.º \| Benjamin Wolfe \| Jelly Belly-Maxxis \| + 8 s \| \| \| 5.º \| Alexander Cataford \| UnitedHealthcare \| + 10 s \| \| \| 6.º \| Boris Vallée \| Wanty-Groupe Gobert \| + 12 s \| \| \| 7.º \| Tyler Williams \| Israel Cycling Academy \| + 12 s \| \| \| 8.º \| Daniel Turek \| Israel Cycling Academy \| + 12 s \| \| \| 9.º \| Matthew Zenovich \| St George Continental Cycling Team \| + 14 s \| \| \| 10.º \| Taylor Sheldon \| Jelly Belly-Maxxis \| + 17 s \| \| |                    |                                    |            |
| |                    |                                    |            |
| |                    |                                    |            |
| Clasificación de la etapa |                    |                                    |            |
| Ciclista | Ciclista           | Equipo                             | Tiempo     |
| 1.º | Dylan Kennett      | St George Continental Cycling Team | 6 min 09 s |
| 2.º | Benjamin Dyball    | St George Continental Cycling Team | + 3 s      |
| 3.º | Serghei Țvetcov    | UnitedHealthcare                   | + 7 s      |
| 4.º | Benjamin Wolfe     | Jelly Belly-Maxxis                 | + 8 s      |
| 5.º | Alexander Cataford | UnitedHealthcare                   | + 10 s     |
| 6.º | Boris Vallée       | Wanty-Groupe Gobert                | + 12 s     |
| 7.º | Tyler Williams     | Israel Cycling Academy             | + 12 s     |
| 8.º | Daniel Turek       | Israel Cycling Academy             | + 12 s     |
| 9.º | Matthew Zenovich   | St George Continental Cycling Team | + 14 s     |
| 10.º | Taylor Sheldon     | Jelly Belly-Maxxis                 | + 17 s     |

| \| Clasificación general \| Clasificación general \| Clasificación general \| Clasificación general \| Clasificación general \| \| Ciclista \| Ciclista \| Equipo \| Tiempo \| \| \| --------------------- \| --------------------- \| ---------------------------------- \| --------------------- \| --------------------- \| \| 1.º \| Dylan Kennett \| St George Continental Cycling Team \| 6 min 09 s \| \| \| 2.º \| Benjamin Dyball \| St George Continental Cycling Team \| + 3 s \| \| \| 3.º \| Serghei Țvetcov \| UnitedHealthcare \| + 7 s \| \| \| 4.º \| Benjamin Wolfe \| Jelly Belly-Maxxis \| + 8 s \| \| \| 5.º \| Alexander Cataford \| UnitedHealthcare \| + 10 s \| \| \| 6.º \| Boris Vallée \| Wanty-Groupe Gobert \| + 12 s \| \| \| 7.º \| Tyler Williams \| Israel Cycling Academy \| + 12 s \| \| \| 8.º \| Daniel Turek \| Israel Cycling Academy \| + 12 s \| \| \| 9.º \| Matthew Zenovich \| St George Continental Cycling Team \| + 14 s \| \| \| 10.º \| Taylor Sheldon \| Jelly Belly-Maxxis \| + 17 s \| \| |                    |                                    |            |
| |                    |                                    |            |
| |                    |                                    |            |
| Clasificación general |                    |                                    |            |
| Ciclista | Ciclista           | Equipo                             | Tiempo     |
| 1.º | Dylan Kennett      | St George Continental Cycling Team | 6 min 09 s |
| 2.º | Benjamin Dyball    | St George Continental Cycling Team | + 3 s      |
| 3.º | Serghei Țvetcov    | UnitedHealthcare                   | + 7 s      |
| 4.º | Benjamin Wolfe     | Jelly Belly-Maxxis                 | + 8 s      |
| 5.º | Alexander Cataford | UnitedHealthcare                   | + 10 s     |
| 6.º | Boris Vallée       | Wanty-Groupe Gobert                | + 12 s     |
| 7.º | Tyler Williams     | Israel Cycling Academy             | + 12 s     |
| 8.º | Daniel Turek       | Israel Cycling Academy             | + 12 s     |
| 9.º | Matthew Zenovich   | St George Continental Cycling Team | + 14 s     |
| 10.º | Taylor Sheldon     | Jelly Belly-Maxxis                 | + 17 s     |

### 1.ª etapa
| Wuxi - Wuxi | etapa llana | (86 km) |

| \| Clasificación de la etapa \| Clasificación de la etapa \| Clasificación de la etapa \| Clasificación de la etapa \| Clasificación de la etapa \| \| Ciclista \| Ciclista \| Equipo \| Tiempo \| \| \| ------------------------- \| ------------------------- \| ------------------------------- \| ------------------------- \| ------------------------- \| \| 1.º \| Juan Sebastián Molano \| Manzana Postobón \| 1 h 45 min 49 s \| \| \| 2.º \| Geórgios Boúglas \| Ningxia Sports Lottery-Livall \| + 0 s \| \| \| 3.º \| Daniel López Parada \| Burgos-BH \| + 0 s \| \| \| 4.º \| Zheng Zhang \| Hengxiang Cycling Team \| + 0 s \| \| \| 5.º \| Jordan Parra \| Manzana Postobón \| + 0 s \| \| \| 6.º \| Carlos Eduardo Alzate \| UnitedHealthcare \| + 0 s \| \| \| 7.º \| Natnael Tesfatsion \| Eritrea \| + 0 s \| \| \| 8.º \| Leonardo Bonifazio \| Nippo-Vini Fantini-Europa Ovini \| + 0 s \| \| \| 9.º \| Yacob Debesay \| Eritrea \| + 0 s \| \| \| 10.º \| Jakub Mareczko \| Wilier Triestina-Selle Italia \| + 0 s \| \| |                       |                                 |                 |
| |                       |                                 |                 |
| |                       |                                 |                 |
| Clasificación de la etapa |                       |                                 |                 |
| Ciclista | Ciclista              | Equipo                          | Tiempo          |
| 1.º | Juan Sebastián Molano | Manzana Postobón                | 1 h 45 min 49 s |
| 2.º | Geórgios Boúglas      | Ningxia Sports Lottery-Livall   | + 0 s           |
| 3.º | Daniel López Parada   | Burgos-BH                       | + 0 s           |
| 4.º | Zheng Zhang           | Hengxiang Cycling Team          | + 0 s           |
| 5.º | Jordan Parra          | Manzana Postobón                | + 0 s           |
| 6.º | Carlos Eduardo Alzate | UnitedHealthcare                | + 0 s           |
| 7.º | Natnael Tesfatsion    | Eritrea                         | + 0 s           |
| 8.º | Leonardo Bonifazio    | Nippo-Vini Fantini-Europa Ovini | + 0 s           |
| 9.º | Yacob Debesay         | Eritrea                         | + 0 s           |
| 10.º | Jakub Mareczko        | Wilier Triestina-Selle Italia   | + 0 s           |

| \| Clasificación general \| Clasificación general \| Clasificación general \| Clasificación general \| Clasificación general \| \| Ciclista \| Ciclista \| Equipo \| Tiempo \| \| \| --------------------- \| --------------------- \| ---------------------------------- \| --------------------- \| --------------------- \| \| 1.º \| Dylan Kennett \| St George Continental Cycling Team \| 6 min 09 s \| \| \| 2.º \| Benjamin Dyball \| St George Continental Cycling Team \| + 3 s \| \| \| 3.º \| Alexander Cataford \| UnitedHealthcare \| + 5 s \| \| \| 4.º \| Serghei Țvetcov \| UnitedHealthcare \| + 7 s \| \| \| 5.º \| Benjamin Wolfe \| Jelly Belly-Maxxis \| + 8 s \| \| \| 6.º \| Boris Vallée \| Wanty-Groupe Gobert \| + 12 s \| \| \| 7.º \| Tyler Williams \| Israel Cycling Academy \| + 12 s \| \| \| 8.º \| Daniel Turek \| Israel Cycling Academy \| + 12 s \| \| \| 9.º \| Taylor Sheldon \| Jelly Belly-Maxxis \| + 14 s \| \| \| 10.º \| Matthew Zenovich \| St George Continental Cycling Team \| + 14 s \| \| |                    |                                    |            |
| |                    |                                    |            |
| |                    |                                    |            |
| Clasificación general |                    |                                    |            |
| Ciclista | Ciclista           | Equipo                             | Tiempo     |
| 1.º | Dylan Kennett      | St George Continental Cycling Team | 6 min 09 s |
| 2.º | Benjamin Dyball    | St George Continental Cycling Team | + 3 s      |
| 3.º | Alexander Cataford | UnitedHealthcare                   | + 5 s      |
| 4.º | Serghei Țvetcov    | UnitedHealthcare                   | + 7 s      |
| 5.º | Benjamin Wolfe     | Jelly Belly-Maxxis                 | + 8 s      |
| 6.º | Boris Vallée       | Wanty-Groupe Gobert                | + 12 s     |
| 7.º | Tyler Williams     | Israel Cycling Academy             | + 12 s     |
| 8.º | Daniel Turek       | Israel Cycling Academy             | + 12 s     |
| 9.º | Taylor Sheldon     | Jelly Belly-Maxxis                 | + 14 s     |
| 10.º | Matthew Zenovich   | St George Continental Cycling Team | + 14 s     |

### 2.ª etapa
| Jurong - Maoshan | etapa llana | (130,6 km) |

| \| Clasificación de la etapa \| Clasificación de la etapa \| Clasificación de la etapa \| Clasificación de la etapa \| Clasificación de la etapa \| \| Ciclista \| Ciclista \| Equipo \| Tiempo \| \| \| ------------------------- \| ------------------------- \| ------------------------------- \| ------------------------- \| ------------------------- \| \| 1.º \| Juan Sebastián Molano \| Manzana Postobón \| 2 h 49 min 55 s \| \| \| 2.º \| Boris Vallée \| Wanty-Groupe Gobert \| + 0 s \| \| \| 3.º \| Yannick Martinez \| Delko-Marseille Provence-KTM \| + 0 s \| \| \| 4.º \| Imerio Cima \| Nippo-Vini Fantini-Europa Ovini \| + 0 s \| \| \| 5.º \| Edwin Ávila \| Israel Cycling Academy \| + 0 s \| \| \| 6.º \| Daniel López Parada \| Burgos-BH \| + 0 s \| \| \| 7.º \| Liu Jianpeng \| Hengxiang Cycling Team \| + 0 s \| \| \| 8.º \| Ben Hill \| Ljubljana Gusto Xaurum \| + 0 s \| \| \| 9.º \| Tyler Williams \| Israel Cycling Academy \| + 0 s \| \| \| 10.º \| Giuseppe Fonzi \| Wilier Triestina-Selle Italia \| + 0 s \| \| |                       |                                 |                 |
| |                       |                                 |                 |
| |                       |                                 |                 |
| Clasificación de la etapa |                       |                                 |                 |
| Ciclista | Ciclista              | Equipo                          | Tiempo          |
| 1.º | Juan Sebastián Molano | Manzana Postobón                | 2 h 49 min 55 s |
| 2.º | Boris Vallée          | Wanty-Groupe Gobert             | + 0 s           |
| 3.º | Yannick Martinez      | Delko-Marseille Provence-KTM    | + 0 s           |
| 4.º | Imerio Cima           | Nippo-Vini Fantini-Europa Ovini | + 0 s           |
| 5.º | Edwin Ávila           | Israel Cycling Academy          | + 0 s           |
| 6.º | Daniel López Parada   | Burgos-BH                       | + 0 s           |
| 7.º | Liu Jianpeng          | Hengxiang Cycling Team          | + 0 s           |
| 8.º | Ben Hill              | Ljubljana Gusto Xaurum          | + 0 s           |
| 9.º | Tyler Williams        | Israel Cycling Academy          | + 0 s           |
| 10.º | Giuseppe Fonzi        | Wilier Triestina-Selle Italia   | + 0 s           |

| \| Clasificación general \| Clasificación general \| Clasificación general \| Clasificación general \| Clasificación general \| \| Ciclista \| Ciclista \| Equipo \| Tiempo \| \| \| --------------------- \| --------------------- \| ---------------------------------- \| --------------------- \| --------------------- \| \| 1.º \| Boris Vallée \| Wanty-Groupe Gobert \| 4 h 41 min 53 s \| \| \| 2.º \| Benjamin Dyball \| St George Continental Cycling Team \| + 3 s \| \| \| 3.º \| Alexander Cataford \| UnitedHealthcare \| + 3 s \| \| \| 4.º \| Serghei Țvetcov \| UnitedHealthcare \| + 7 s \| \| \| 5.º \| Daniel Turek \| Israel Cycling Academy \| + 11 s \| \| \| 6.º \| Tyler Williams \| Israel Cycling Academy \| + 12 s \| \| \| 7.º \| Taylor Sheldon \| Jelly Belly-Maxxis \| + 14 s \| \| \| 8.º \| Benjamin Wolfe \| Jelly Belly-Maxxis \| + 18 s \| \| \| 9.º \| Edwin Ávila \| Israel Cycling Academy \| + 18 s \| \| \| 10.º \| Eric Marcotte \| UnitedHealthcare \| + 19 s \| \| |                    |                                    |                 |
| |                    |                                    |                 |
| |                    |                                    |                 |
| Clasificación general |                    |                                    |                 |
| Ciclista | Ciclista           | Equipo                             | Tiempo          |
| 1.º | Boris Vallée       | Wanty-Groupe Gobert                | 4 h 41 min 53 s |
| 2.º | Benjamin Dyball    | St George Continental Cycling Team | + 3 s           |
| 3.º | Alexander Cataford | UnitedHealthcare                   | + 3 s           |
| 4.º | Serghei Țvetcov    | UnitedHealthcare                   | + 7 s           |
| 5.º | Daniel Turek       | Israel Cycling Academy             | + 11 s          |
| 6.º | Tyler Williams     | Israel Cycling Academy             | + 12 s          |
| 7.º | Taylor Sheldon     | Jelly Belly-Maxxis                 | + 14 s          |
| 8.º | Benjamin Wolfe     | Jelly Belly-Maxxis                 | + 18 s          |
| 9.º | Edwin Ávila        | Israel Cycling Academy             | + 18 s          |
| 10.º | Eric Marcotte      | UnitedHealthcare                   | + 19 s          |

### 3.ª etapa
| Jinhu - Jinhu | etapa llana | (86 km) |

| \| Clasificación de la etapa \| Clasificación de la etapa \| Clasificación de la etapa \| Clasificación de la etapa \| Clasificación de la etapa \| \| Ciclista \| Ciclista \| Equipo \| Tiempo \| \| \| ------------------------- \| ------------------------- \| ------------------------------- \| ------------------------- \| ------------------------- \| \| 1.º \| Jakub Mareczko \| Wilier Triestina-Selle Italia \| 1 h 53 min 44 s \| \| \| 2.º \| Boris Vallée \| Wanty-Groupe Gobert \| + 0 s \| \| \| 3.º \| Juan Sebastián Molano \| Manzana Postobón \| + 0 s \| \| \| 4.º \| Natnael Tesfatsion \| Eritrea \| + 0 s \| \| \| 5.º \| Andri Kulyk \| Beijing XDS-Innova \| + 0 s \| \| \| 6.º \| Imerio Cima \| Nippo-Vini Fantini-Europa Ovini \| + 0 s \| \| \| 7.º \| Itamar Einhorn \| Israel Cycling Academy \| + 0 s \| \| \| 8.º \| Daniel López Parada \| Burgos-BH \| + 0 s \| \| \| 9.º \| Žiga Jerman \| Ljubljana Gusto Xaurum \| + 0 s \| \| \| 10.º \| Geórgios Boúglas \| Ningxia Sports Lottery-Livall \| + 0 s \| \| |                       |                                 |                 |
| |                       |                                 |                 |
| |                       |                                 |                 |
| Clasificación de la etapa |                       |                                 |                 |
| Ciclista | Ciclista              | Equipo                          | Tiempo          |
| 1.º | Jakub Mareczko        | Wilier Triestina-Selle Italia   | 1 h 53 min 44 s |
| 2.º | Boris Vallée          | Wanty-Groupe Gobert             | + 0 s           |
| 3.º | Juan Sebastián Molano | Manzana Postobón                | + 0 s           |
| 4.º | Natnael Tesfatsion    | Eritrea                         | + 0 s           |
| 5.º | Andri Kulyk           | Beijing XDS-Innova              | + 0 s           |
| 6.º | Imerio Cima           | Nippo-Vini Fantini-Europa Ovini | + 0 s           |
| 7.º | Itamar Einhorn        | Israel Cycling Academy          | + 0 s           |
| 8.º | Daniel López Parada   | Burgos-BH                       | + 0 s           |
| 9.º | Žiga Jerman           | Ljubljana Gusto Xaurum          | + 0 s           |
| 10.º | Geórgios Boúglas      | Ningxia Sports Lottery-Livall   | + 0 s           |

| \| Clasificación general \| Clasificación general \| Clasificación general \| Clasificación general \| Clasificación general \| \| Ciclista \| Ciclista \| Equipo \| Tiempo \| \| \| --------------------- \| --------------------- \| ---------------------------------- \| --------------------- \| --------------------- \| \| 1.º \| Boris Vallée \| Wanty-Groupe Gobert \| 6 h 35 min 28 s \| \| \| 2.º \| Benjamin Dyball \| St George Continental Cycling Team \| + 12 s \| \| \| 3.º \| Alexander Cataford \| UnitedHealthcare \| + 12 s \| \| \| 4.º \| Serghei Țvetcov \| UnitedHealthcare \| + 16 s \| \| \| 5.º \| Daniel Turek \| Israel Cycling Academy \| + 20 s \| \| \| 6.º \| Tyler Williams \| Israel Cycling Academy \| + 21 s \| \| \| 7.º \| Taylor Sheldon \| Jelly Belly-Maxxis \| + 23 s \| \| \| 8.º \| Cormac McGeough \| Jelly Belly-Maxxis \| + 27 s \| \| \| 9.º \| Benjamin Wolfe \| Jelly Belly-Maxxis \| + 27 s \| \| \| 10.º \| Ben Hill \| Ljubljana Gusto Xaurum \| + 27 s \| \| |                    |                                    |                 |
| |                    |                                    |                 |
| |                    |                                    |                 |
| Clasificación general |                    |                                    |                 |
| Ciclista | Ciclista           | Equipo                             | Tiempo          |
| 1.º | Boris Vallée       | Wanty-Groupe Gobert                | 6 h 35 min 28 s |
| 2.º | Benjamin Dyball    | St George Continental Cycling Team | + 12 s          |
| 3.º | Alexander Cataford | UnitedHealthcare                   | + 12 s          |
| 4.º | Serghei Țvetcov    | UnitedHealthcare                   | + 16 s          |
| 5.º | Daniel Turek       | Israel Cycling Academy             | + 20 s          |
| 6.º | Tyler Williams     | Israel Cycling Academy             | + 21 s          |
| 7.º | Taylor Sheldon     | Jelly Belly-Maxxis                 | + 23 s          |
| 8.º | Cormac McGeough    | Jelly Belly-Maxxis                 | + 27 s          |
| 9.º | Benjamin Wolfe     | Jelly Belly-Maxxis                 | + 27 s          |
| 10.º | Ben Hill           | Ljubljana Gusto Xaurum             | + 27 s          |

### 4.ª etapa
| Jiangyan - Jiangyan | etapa llana | (105,6 km) |

| \| Clasificación de la etapa \| Clasificación de la etapa \| Clasificación de la etapa \| Clasificación de la etapa \| Clasificación de la etapa \| \| Ciclista \| Ciclista \| Equipo \| Tiempo \| \| \| ------------------------- \| ------------------------- \| ---------------------------------- \| ------------------------- \| ------------------------- \| \| 1.º \| Dylan Kennett \| St George Continental Cycling Team \| 2 h 00 min 47 s \| \| \| 2.º \| Leonardo Bonifazio \| Nippo-Vini Fantini-Europa Ovini \| + 0 s \| \| \| 3.º \| Daniel López Parada \| Burgos-BH \| + 0 s \| \| \| 4.º \| Jakub Mareczko \| Wilier Triestina-Selle Italia \| + 0 s \| \| \| 5.º \| Iuri Filosi \| Delko-Marseille Provence-KTM \| + 0 s \| \| \| 6.º \| Adrian González Velasco \| Burgos-BH \| + 0 s \| \| \| 7.º \| Itamar Einhorn \| Israel Cycling Academy \| + 0 s \| \| \| 8.º \| Munkhtulga Erdenesuren \| Ningxia Sports Lottery-Livall \| + 0 s \| \| \| 9.º \| Jordan Parra \| Manzana Postobón \| + 0 s \| \| \| 10.º \| Boris Vallée \| Wanty-Groupe Gobert \| + 0 s \| \| |                         |                                    |                 |
| |                         |                                    |                 |
| |                         |                                    |                 |
| Clasificación de la etapa |                         |                                    |                 |
| Ciclista | Ciclista                | Equipo                             | Tiempo          |
| 1.º | Dylan Kennett           | St George Continental Cycling Team | 2 h 00 min 47 s |
| 2.º | Leonardo Bonifazio      | Nippo-Vini Fantini-Europa Ovini    | + 0 s           |
| 3.º | Daniel López Parada     | Burgos-BH                          | + 0 s           |
| 4.º | Jakub Mareczko          | Wilier Triestina-Selle Italia      | + 0 s           |
| 5.º | Iuri Filosi             | Delko-Marseille Provence-KTM       | + 0 s           |
| 6.º | Adrian González Velasco | Burgos-BH                          | + 0 s           |
| 7.º | Itamar Einhorn          | Israel Cycling Academy             | + 0 s           |
| 8.º | Munkhtulga Erdenesuren  | Ningxia Sports Lottery-Livall      | + 0 s           |
| 9.º | Jordan Parra            | Manzana Postobón                   | + 0 s           |
| 10.º | Boris Vallée            | Wanty-Groupe Gobert                | + 0 s           |

| \| Clasificación general \| Clasificación general \| Clasificación general \| Clasificación general \| Clasificación general \| \| Ciclista \| Ciclista \| Equipo \| Tiempo \| \| \| --------------------- \| --------------------- \| ---------------------------------- \| --------------------- \| --------------------- \| \| 1.º \| Boris Vallée \| Wanty-Groupe Gobert \| 8 h 36 min 13 s \| \| \| 2.º \| Benjamin Dyball \| St George Continental Cycling Team \| + 14 s \| \| \| 3.º \| Alexander Cataford \| UnitedHealthcare \| + 14 s \| \| \| 4.º \| Serghei Țvetcov \| UnitedHealthcare \| + 18 s \| \| \| 5.º \| Tyler Williams \| Israel Cycling Academy \| + 21 s \| \| \| 6.º \| Daniel Turek \| Israel Cycling Academy \| + 22 s \| \| \| 7.º \| Taylor Sheldon \| Jelly Belly-Maxxis \| + 25 s \| \| \| 8.º \| Cormac McGeough \| Jelly Belly-Maxxis \| + 29 s \| \| \| 9.º \| Benjamin Wolfe \| Jelly Belly-Maxxis \| + 29 s \| \| \| 10.º \| Ben Hill \| Ljubljana Gusto Xaurum \| + 29 s \| \| |                    |                                    |                 |
| |                    |                                    |                 |
| |                    |                                    |                 |
| Clasificación general |                    |                                    |                 |
| Ciclista | Ciclista           | Equipo                             | Tiempo          |
| 1.º | Boris Vallée       | Wanty-Groupe Gobert                | 8 h 36 min 13 s |
| 2.º | Benjamin Dyball    | St George Continental Cycling Team | + 14 s          |
| 3.º | Alexander Cataford | UnitedHealthcare                   | + 14 s          |
| 4.º | Serghei Țvetcov    | UnitedHealthcare                   | + 18 s          |
| 5.º | Tyler Williams     | Israel Cycling Academy             | + 21 s          |
| 6.º | Daniel Turek       | Israel Cycling Academy             | + 22 s          |
| 7.º | Taylor Sheldon     | Jelly Belly-Maxxis                 | + 25 s          |
| 8.º | Cormac McGeough    | Jelly Belly-Maxxis                 | + 29 s          |
| 9.º | Benjamin Wolfe     | Jelly Belly-Maxxis                 | + 29 s          |
| 10.º | Ben Hill           | Ljubljana Gusto Xaurum             | + 29 s          |

### 5.ª etapa
| Nantong - Haimen | etapa llana | (148 km) |

| \| Clasificación de la etapa \| Clasificación de la etapa \| Clasificación de la etapa \| Clasificación de la etapa \| Clasificación de la etapa \| \| Ciclista \| Ciclista \| Equipo \| Tiempo \| \| \| ------------------------- \| ------------------------- \| ------------------------------- \| ------------------------- \| ------------------------- \| \| 1.º \| Jakub Mareczko \| Wilier Triestina-Selle Italia \| 3 h 09 min 59 s \| \| \| 2.º \| Imerio Cima \| Nippo-Vini Fantini-Europa Ovini \| + 0 s \| \| \| 3.º \| Natnael Tesfatsion \| Eritrea \| + 0 s \| \| \| 4.º \| Boris Vallée \| Wanty-Groupe Gobert \| + 0 s \| \| \| 5.º \| Leonardo Bonifazio \| Nippo-Vini Fantini-Europa Ovini \| + 0 s \| \| \| 6.º \| Žiga Jerman \| Ljubljana Gusto Xaurum \| + 0 s \| \| \| 7.º \| Geórgios Boúglas \| Ningxia Sports Lottery-Livall \| + 0 s \| \| \| 8.º \| Mikiel Habtom \| Eritrea \| + 0 s \| \| \| 9.º \| Daniel López Parada \| Burgos-BH \| + 0 s \| \| \| 10.º \| Hayato Okamoto \| Nippo-Vini Fantini-Europa Ovini \| + 0 s \| \| |                     |                                 |                 |
| |                     |                                 |                 |
| |                     |                                 |                 |
| Clasificación de la etapa |                     |                                 |                 |
| Ciclista | Ciclista            | Equipo                          | Tiempo          |
| 1.º | Jakub Mareczko      | Wilier Triestina-Selle Italia   | 3 h 09 min 59 s |
| 2.º | Imerio Cima         | Nippo-Vini Fantini-Europa Ovini | + 0 s           |
| 3.º | Natnael Tesfatsion  | Eritrea                         | + 0 s           |
| 4.º | Boris Vallée        | Wanty-Groupe Gobert             | + 0 s           |
| 5.º | Leonardo Bonifazio  | Nippo-Vini Fantini-Europa Ovini | + 0 s           |
| 6.º | Žiga Jerman         | Ljubljana Gusto Xaurum          | + 0 s           |
| 7.º | Geórgios Boúglas    | Ningxia Sports Lottery-Livall   | + 0 s           |
| 8.º | Mikiel Habtom       | Eritrea                         | + 0 s           |
| 9.º | Daniel López Parada | Burgos-BH                       | + 0 s           |
| 10.º | Hayato Okamoto      | Nippo-Vini Fantini-Europa Ovini | + 0 s           |

| \| Clasificación general \| Clasificación general \| Clasificación general \| Clasificación general \| Clasificación general \| \| Ciclista \| Ciclista \| Equipo \| Tiempo \| \| \| --------------------- \| --------------------- \| ---------------------------------- \| --------------------- \| --------------------- \| \| 1.º \| Boris Vallée \| Wanty-Groupe Gobert \| 11 h 46 min 11 s \| \| \| 2.º \| Benjamin Dyball \| St George Continental Cycling Team \| + 15 s \| \| \| 3.º \| Alexander Cataford \| UnitedHealthcare \| + 15 s \| \| \| 4.º \| Serghei Țvetcov \| UnitedHealthcare \| + 19 s \| \| \| 5.º \| Tyler Williams \| Israel Cycling Academy \| + 22 s \| \| \| 6.º \| Taylor Sheldon \| Jelly Belly-Maxxis \| + 23 s \| \| \| 7.º \| Daniel Turek \| Israel Cycling Academy \| + 23 s \| \| \| 8.º \| Imerio Cima \| Nippo-Vini Fantini-Europa Ovini \| + 25 s \| \| \| 9.º \| Leonardo Bonifazio \| Nippo-Vini Fantini-Europa Ovini \| + 29 s \| \| \| 10.º \| Cormac McGeough \| Jelly Belly-Maxxis \| + 30 s \| \| |                    |                                    |                  |
| |                    |                                    |                  |
| |                    |                                    |                  |
| Clasificación general |                    |                                    |                  |
| Ciclista | Ciclista           | Equipo                             | Tiempo           |
| 1.º | Boris Vallée       | Wanty-Groupe Gobert                | 11 h 46 min 11 s |
| 2.º | Benjamin Dyball    | St George Continental Cycling Team | + 15 s           |
| 3.º | Alexander Cataford | UnitedHealthcare                   | + 15 s           |
| 4.º | Serghei Țvetcov    | UnitedHealthcare                   | + 19 s           |
| 5.º | Tyler Williams     | Israel Cycling Academy             | + 22 s           |
| 6.º | Taylor Sheldon     | Jelly Belly-Maxxis                 | + 23 s           |
| 7.º | Daniel Turek       | Israel Cycling Academy             | + 23 s           |
| 8.º | Imerio Cima        | Nippo-Vini Fantini-Europa Ovini    | + 25 s           |
| 9.º | Leonardo Bonifazio | Nippo-Vini Fantini-Europa Ovini    | + 29 s           |
| 10.º | Cormac McGeough    | Jelly Belly-Maxxis                 | + 30 s           |

### 6.ª etapa
| Wujiang - Wujiang | etapa llana | (118 km) |

| \| Clasificación de la etapa \| Clasificación de la etapa \| Clasificación de la etapa \| Clasificación de la etapa \| Clasificación de la etapa \| \| Ciclista \| Ciclista \| Equipo \| Tiempo \| \| \| ------------------------- \| ------------------------- \| ---------------------------------- \| ------------------------- \| ------------------------- \| \| 1.º \| Jordan Parra \| Manzana Postobón \| 2 h 34 min 07 s \| \| \| 2.º \| Juan Sebastián Molano \| Manzana Postobón \| + 0 s \| \| \| 3.º \| Dylan Kennett \| St George Continental Cycling Team \| + 0 s \| \| \| 4.º \| Geórgios Boúglas \| Ningxia Sports Lottery-Livall \| + 0 s \| \| \| 5.º \| Natnael Tesfatsion \| Eritrea \| + 0 s \| \| \| 6.º \| Imerio Cima \| Nippo-Vini Fantini-Europa Ovini \| + 0 s \| \| \| 7.º \| Andri Kulyk \| Beijing XDS-Innova \| + 0 s \| \| \| 8.º \| Itamar Einhorn \| Israel Cycling Academy \| + 0 s \| \| \| 9.º \| Sirak Tesfom \| Eritrea \| + 0 s \| \| \| 10.º \| Leonardo Bonifazio \| Nippo-Vini Fantini-Europa Ovini \| + 0 s \| \| |                       |                                    |                 |
| |                       |                                    |                 |
| |                       |                                    |                 |
| Clasificación de la etapa |                       |                                    |                 |
| Ciclista | Ciclista              | Equipo                             | Tiempo          |
| 1.º | Jordan Parra          | Manzana Postobón                   | 2 h 34 min 07 s |
| 2.º | Juan Sebastián Molano | Manzana Postobón                   | + 0 s           |
| 3.º | Dylan Kennett         | St George Continental Cycling Team | + 0 s           |
| 4.º | Geórgios Boúglas      | Ningxia Sports Lottery-Livall      | + 0 s           |
| 5.º | Natnael Tesfatsion    | Eritrea                            | + 0 s           |
| 6.º | Imerio Cima           | Nippo-Vini Fantini-Europa Ovini    | + 0 s           |
| 7.º | Andri Kulyk           | Beijing XDS-Innova                 | + 0 s           |
| 8.º | Itamar Einhorn        | Israel Cycling Academy             | + 0 s           |
| 9.º | Sirak Tesfom          | Eritrea                            | + 0 s           |
| 10.º | Leonardo Bonifazio    | Nippo-Vini Fantini-Europa Ovini    | + 0 s           |

| \| Clasificación general \| Clasificación general \| Clasificación general \| Clasificación general \| Clasificación general \| \| Ciclista \| Ciclista \| Equipo \| Tiempo \| \| \| --------------------- \| --------------------- \| ---------------------------------- \| --------------------- \| --------------------- \| \| 1.º \| Boris Vallée \| Wanty-Groupe Gobert \| 14 h 20 min 18 s \| \| \| 2.º \| Benjamin Dyball \| St George Continental Cycling Team \| + 15 s \| \| \| 3.º \| Alexander Cataford \| UnitedHealthcare \| + 15 s \| \| \| 4.º \| Serghei Țvetcov \| UnitedHealthcare \| + 19 s \| \| \| 5.º \| Tyler Williams \| Israel Cycling Academy \| + 22 s \| \| \| 6.º \| Taylor Sheldon \| Jelly Belly-Maxxis \| + 23 s \| \| \| 7.º \| Daniel Turek \| Israel Cycling Academy \| + 23 s \| \| \| 8.º \| Dylan Kennett \| St George Continental Cycling Team \| + 24 s \| \| \| 9.º \| Imerio Cima \| Nippo-Vini Fantini-Europa Ovini \| + 25 s \| \| \| 10.º \| Nathan Earle \| Israel Cycling Academy \| + 27 s \| \| |                    |                                    |                  |
| |                    |                                    |                  |
| |                    |                                    |                  |
| Clasificación general |                    |                                    |                  |
| Ciclista | Ciclista           | Equipo                             | Tiempo           |
| 1.º | Boris Vallée       | Wanty-Groupe Gobert                | 14 h 20 min 18 s |
| 2.º | Benjamin Dyball    | St George Continental Cycling Team | + 15 s           |
| 3.º | Alexander Cataford | UnitedHealthcare                   | + 15 s           |
| 4.º | Serghei Țvetcov    | UnitedHealthcare                   | + 19 s           |
| 5.º | Tyler Williams     | Israel Cycling Academy             | + 22 s           |
| 6.º | Taylor Sheldon     | Jelly Belly-Maxxis                 | + 23 s           |
| 7.º | Daniel Turek       | Israel Cycling Academy             | + 23 s           |
| 8.º | Dylan Kennett      | St George Continental Cycling Team | + 24 s           |
| 9.º | Imerio Cima        | Nippo-Vini Fantini-Europa Ovini    | + 25 s           |
| 10.º | Nathan Earle       | Israel Cycling Academy             | + 27 s           |

### 7.ª etapa
| Changxing - Huzhou | etapa llana | (122 km) |

| \| Clasificación de la etapa \| Clasificación de la etapa \| Clasificación de la etapa \| Clasificación de la etapa \| Clasificación de la etapa \| \| Ciclista \| Ciclista \| Equipo \| Tiempo \| \| \| ------------------------- \| ------------------------- \| ---------------------------------- \| ------------------------- \| ------------------------- \| \| 1.º \| Jakub Mareczko \| Wilier Triestina-Selle Italia \| 3 h 07 min 53 s \| \| \| 2.º \| Juan Sebastián Molano \| Manzana Postobón \| + 0 s \| \| \| 3.º \| Boris Vallée \| Wanty-Groupe Gobert \| + 0 s \| \| \| 4.º \| Natnael Tesfatsion \| Eritrea \| + 0 s \| \| \| 5.º \| Žiga Jerman \| Ljubljana Gusto Xaurum \| + 0 s \| \| \| 6.º \| Dylan Kennett \| St George Continental Cycling Team \| + 0 s \| \| \| 7.º \| Daniel López Parada \| Burgos-BH \| + 0 s \| \| \| 8.º \| Geórgios Boúglas \| Ningxia Sports Lottery-Livall \| + 0 s \| \| \| 9.º \| Andri Kulyk \| Beijing XDS-Innova \| + 0 s \| \| \| 10.º \| Sirak Tesfom \| Eritrea \| + 0 s \| \| |                       |                                    |                 |
| |                       |                                    |                 |
| |                       |                                    |                 |
| Clasificación de la etapa |                       |                                    |                 |
| Ciclista | Ciclista              | Equipo                             | Tiempo          |
| 1.º | Jakub Mareczko        | Wilier Triestina-Selle Italia      | 3 h 07 min 53 s |
| 2.º | Juan Sebastián Molano | Manzana Postobón                   | + 0 s           |
| 3.º | Boris Vallée          | Wanty-Groupe Gobert                | + 0 s           |
| 4.º | Natnael Tesfatsion    | Eritrea                            | + 0 s           |
| 5.º | Žiga Jerman           | Ljubljana Gusto Xaurum             | + 0 s           |
| 6.º | Dylan Kennett         | St George Continental Cycling Team | + 0 s           |
| 7.º | Daniel López Parada   | Burgos-BH                          | + 0 s           |
| 8.º | Geórgios Boúglas      | Ningxia Sports Lottery-Livall      | + 0 s           |
| 9.º | Andri Kulyk           | Beijing XDS-Innova                 | + 0 s           |
| 10.º | Sirak Tesfom          | Eritrea                            | + 0 s           |

## Clasificaciones finales
Las clasificaciones finalizaron de la siguiente forma:

### Clasificación general
| \| Clasificación general \| Clasificación general \| Clasificación general \| Clasificación general \| Clasificación general \| \| Ciclista \| Ciclista \| Equipo \| Tiempo \| \| \| --------------------- \| --------------------- \| ---------------------------------- \| --------------------- \| --------------------- \| \| 1.º \| Boris Vallée \| Wanty-Groupe Gobert \| 17 h 28 min 07 s \| \| \| 2.º \| Benjamin Dyball \| St George Continental Cycling Team \| + 19 s \| \| \| 3.º \| Alexander Cataford \| UnitedHealthcare \| + 19 s \| \| \| 4.º \| Serghei Țvetcov \| UnitedHealthcare \| + 23 s \| \| \| 5.º \| Tyler Williams \| Israel Cycling Academy \| + 25 s \| \| \| 6.º \| Dylan Kennett \| St George Continental Cycling Team \| + 27 s \| \| \| 7.º \| Taylor Sheldon \| Jelly Belly-Maxxis \| + 27 s \| \| \| 8.º \| Daniel Turek \| Israel Cycling Academy \| + 27 s \| \| \| 9.º \| Imerio Cima \| Nippo-Vini Fantini-Europa Ovini \| + 29 s \| \| \| 10.º \| Juan Sebastián Molano \| Manzana Postobón \| + 29 s \| \| |                       |                                    |                  |
| |                       |                                    |                  |
| Fuente: ProCyclingStats |                       |                                    |                  |
| Clasificación general |                       |                                    |                  |
| Ciclista | Ciclista              | Equipo                             | Tiempo           |
| 1.º | Boris Vallée          | Wanty-Groupe Gobert                | 17 h 28 min 07 s |
| 2.º | Benjamin Dyball       | St George Continental Cycling Team | + 19 s           |
| 3.º | Alexander Cataford    | UnitedHealthcare                   | + 19 s           |
| 4.º | Serghei Țvetcov       | UnitedHealthcare                   | + 23 s           |
| 5.º | Tyler Williams        | Israel Cycling Academy             | + 25 s           |
| 6.º | Dylan Kennett         | St George Continental Cycling Team | + 27 s           |
| 7.º | Taylor Sheldon        | Jelly Belly-Maxxis                 | + 27 s           |
| 8.º | Daniel Turek          | Israel Cycling Academy             | + 27 s           |
| 9.º | Imerio Cima           | Nippo-Vini Fantini-Europa Ovini    | + 29 s           |
| 10.º | Juan Sebastián Molano | Manzana Postobón                   | + 29 s           |

### Clasificación por puntos
| Clasificación por puntos | Clasificación por puntos | Clasificación por puntos           | Clasificación por puntos | Clasificación por puntos |
| Ciclista                 | Ciclista                 | Equipo                             | Puntos                   |                          |
| ------------------------ | ------------------------ | ---------------------------------- | ------------------------ | ------------------------ |
| 1.º                      | Juan Sebastián Molano    | Manzana Postobón                   | 63 pts                   |                          |
| 2.º                      | Boris Vallée             | Wanty-Groupe Gobert                | 61 pts                   |                          |
| 3.º                      | Jakub Mareczko           | Wilier Triestina-Selle Italia      | 51 pts                   |                          |
| 4.º                      | Dylan Kennett            | St George Continental Cycling Team | 50 pts                   |                          |
| 5.º                      | Imerio Cima              | Nippo-Vini Fantini-Europa Ovini    | 37 pts                   |                          |
| 6.º                      | Natnael Tesfatsion       | Eritrea                            | 36 pts                   |                          |
| 7.º                      | Daniel López Parada      | Burgos-BH                          | 35 pts                   |                          |
| 8.º                      | Leonardo Bonifazio       | Nippo-Vini Fantini-Europa Ovini    | 30 pts                   |                          |
| 9.º                      | Geórgios Boúglas         | Ningxia Sports Lottery-Livall      | 28 pts                   |                          |
| 10.º                     | Jordan Parra             | Manzana Postobón                   | 22 pts                   |                          |

### Clasificación de los jóvenes
| Clasificación del mejor joven | Clasificación del mejor joven | Clasificación del mejor joven   | Clasificación del mejor joven | Clasificación del mejor joven |
| Ciclista                      | Ciclista                      | Equipo                          | Tiempo                        |                               |
| ----------------------------- | ----------------------------- | ------------------------------- | ----------------------------- | ----------------------------- |
| 1.º                           | Imerio Cima                   | Nippo-Vini Fantini-Europa Ovini | 17 h 28 min 36 s              |                               |
| 2.º                           | Cormac McGeough               | Jelly Belly-Maxxis              | + 5 s                         |                               |
| 3.º                           | Rémy Rochas                   | Delko-Marseille Provence-KTM    | + 7 s                         |                               |
| 4.º                           | Keegan Swirbul                | Jelly Belly-Maxxis              | + 7 s                         |                               |
| 5.º                           | Ángel Fuentes                 | Burgos-BH                       | + 9 s                         |                               |
| 6.º                           | Batsaikhan Tegshbayar         | RTS-Monton Racing               | + 17 s                        |                               |
| 7.º                           | Natnael Tesfatsion            | Eritrea                         | + 18 s                        |                               |
| 8.º                           | Lucas De Rossi                | Delko-Marseille Provence-KTM    | + 18 s                        |                               |
| 9.º                           | Natnael Mebrahtom             | Eritrea                         | + 18 s                        |                               |
| 10.º                          | Wan Yau Lau                   | Hong Kong                       | + 18 s                        |                               |

### Clasificación por equipos
| Clasificación por equipos | Clasificación por equipos          | Clasificación por equipos | Clasificación por equipos |
| Equipo                    | Equipo                             | Tiempo                    |                           |
| ------------------------- | ---------------------------------- | ------------------------- | ------------------------- |
| 1.º                       | UnitedHealthcare                   | 52 h 25 min 45 s          |                           |
| 2.º                       | Jelly Belly p/b Maxxis             | + 7 s                     |                           |
| 3.º                       | Israel Cycling Academy             | + 8 s                     |                           |
| 4.º                       | Delko-Marseille Provence-KTM       | + 36 s                    |                           |
| 5.º                       | Burgos-BH                          | + 38 s                    |                           |
| 6.º                       | Eritrea                            | + 41 s                    |                           |
| 7.º                       | Manzana Postobón                   | + 55 s                    |                           |
| 8.º                       | St George Continental Cycling Team | + 59 s                    |                           |
| 9.º                       | Nippo-Vini Fantini-Europa Ovini    | + 1 min 32 s              |                           |
| 10.º                      | Team Novo Nordisk                  | + 1 min 43 s              |                           |

## Evolución de las clasificaciones
| Etapa                   | Vencedor                | Clasificación general | Clasificación por puntos | Clasificación de los jóvenes | Clasificación del mejor asiático | Clasificación por equipos |
| ----------------------- | ----------------------- | --------------------- | ------------------------ | ---------------------------- | -------------------------------- | ------------------------- |
| Prólogo                 | Dylan Kennett           | Dylan Kennett         | no se entregó            | Cormac McGeough              | Tegsh-bayar Batsaikhan           | St George Continental     |
| 1.ª                     | Juan Sebastián Molano   | Dylan Kennett         | Juan Sebastián Molano    | Cormac McGeough              | Tegsh-bayar Batsaikhan           | St George Continental     |
| 2.ª                     | Juan Sebastián Molano   | Boris Vallée          | Juan Sebastián Molano    | Cormac McGeough              | Tegsh-bayar Batsaikhan           | UnitedHealthcare          |
| 3.ª                     | Jakub Mareczko          | Boris Vallée          | Boris Vallée             | Cormac McGeough              | Tegsh-bayar Batsaikhan           | UnitedHealthcare          |
| 4.ª                     | Dylan Kennett           | Boris Vallée          | Boris Vallée             | Cormac McGeough              | Tegsh-bayar Batsaikhan           | UnitedHealthcare          |
| 5.ª                     | Jakub Mareczko          | Boris Vallée          | Boris Vallée             | Imerio Cima                  | Tegsh-bayar Batsaikhan           | UnitedHealthcare          |
| 6.ª                     | Jordan Parra            | Boris Vallée          | Boris Vallée             | Imerio Cima                  | Tegsh-bayar Batsaikhan           | UnitedHealthcare          |
| 7.ª                     | Jakub Mareczko          | Boris Vallée          | Juan Sebastián Molano    | Imerio Cima                  | Tegsh-bayar Batsaikhan           | UnitedHealthcare          |
| Clasificaciones finales | Clasificaciones finales | Boris Vallée          | Juan Sebastián Molano    | Imerio Cima                  | Tegsh-bayar Batsaikhan           | UnitedHealthcare          |

## UCI World Ranking
El Tour del Lago Taihu otorga puntos para el UCI Asia Tour 2018 y el UCI World Ranking, este último para corredores de los equipos en las categorías UCI ProTeam, Profesional Continental y Equipos Continentales. Las siguientes tablas muestran el baremo de puntuación y los 10 corredores que obtuvieron más puntos:
| Posición              | 1.º | 2.º | 3.º | 4.º | 5.º | 6.º | 7.º | 8.º | 9.º | 10.º | 11.º | 12.º | 13.º-15.º | 16.º-25.º |
| Clasificación general | 125 | 85  | 70  | 60  | 50  | 40  | 35  | 30  | 25  | 20   | 15   | 10   | 5         | 3         |
| Por etapa             | 14  | 5   | 3   |     |     |     |     |     |     |      |      |      |           |           |
| Líder                 | 3   |     |     |     |     |     |     |     |     |      |      |      |           |           |

| Clasificación | Clasificación         | Clasificación                 | Clasificación | Clasificación | Clasificación | Clasificación |
| Posición      | Ciclista              | Equipo                        | General       | Etapa         | Líder         | Total         |
| ------------- | --------------------- | ----------------------------- | ------------- | ------------- | ------------- | ------------- |
| 1.º           | Boris Vallée          | Wanty-Groupe Gobert           | 125           | 13            | 15            | 153           |
| 2.º           | Benjamin Dyball       | St George Continental         | 85            | 5             | -             | 90            |
| 3.º           | Dylan Kennett         | St George Continental         | 40            | 31            | 6             | 77            |
| 4.º           | Alexander Cataford    | UnitedHealthcare              | 70            | -             | -             | 70            |
| 5.º           | Serghei Tvetcov       | UnitedHealthcare              | 60            | 3             | -             | 63            |
| 6.º           | Juan Sebastián Molano | Manzana Postobón              | 20            | 41            | -             | 61            |
| 7.º           | Tyler Williams        | Israel Cycling Academy        | 50            | -             | -             | 50            |
| 8.º           | Jakub Mareczko        | Wilier Triestina-Selle Italia | -             | 42            | -             | 42            |
| 9.º           | Taylor Shelden        | Jelly Belly p/b Maxxis        | 35            | -             | -             | 35            |
| 10.º          | Daniel Turek          | Israel Cycling Academy        | 30            | -             | -             | 30            |